# Palais des sports de Beaublanc
Pour les articles homonymes, voir Palais des sports.
Le palais des sports de Beaublanc, abrégé localement en « Palais des Sports » ou « Beaublanc », est une salle omnisports située à Limoges. L'enceinte se trouve au nord-ouest de la ville, près de la route de Poitiers menant à Nantes dans le parc des sports de Beaublanc, un vaste complexe sportif comprenant divers terrains de sports annexes, la piscine nordique ainsi que le stade de Beaublanc. 
Sa forme est très caractéristique, en particulier son toit supporté par une vaste charpente de chêne. Outre des événements ponctuels, la salle accueille deux clubs résidents : le club de basket-ball du Limoges CSP qui y évolue depuis l'inauguration de la salle en 1981) ainsi que le Limoges Handball depuis 2020.

## Histoire
Le palais des sports est inauguré officiellement le 28 novembre 1981 en la présence du ministre de la Défense et maire de Villeurbanne, Charles Hernu, et du sénateur-maire de Limoges, Louis Longequeue alors que son 1er match eut lieu le 14 octobre 1981.
En fait, le projet d'un Palais des Sports fait son apparition en 1955 : à l'initiative d'Albert Chaminade, une proposition vise à recouvrir le stade de basket-ball de Beaublanc, avec 4000 places. Ce terrain étant abandonné depuis le début des années 1960, le conseil municipal de Louis Longequeue décide en 1978 d'y implanter une nouvelle salle. Les premiers travaux débutent en mars 1980. Le palais des sports est reconnaissable pour sa forme si particulière et sa charpente de chêne que l'on doit à ses architectes Rauby et Marty. Il accueille le club de basket-ball du CSP Limoges et diverses manifestations sportives (Coupe Davis, Fed Cup de tennis, matchs de basket féminin et de handball masculin). 
Plus grande salle de basket-ball en France jusqu'à l'ouverture en 1984 du Palais omnisports de Paris-Bercy (sans club résident) ou en 1991 du palais des sports de Pau (pour accueillir l'Élan béarnais Pau-Orthez), Beaublanc a accueilli le premier All-Star Game LNB en 1987. Il est également le théâtre de la finale européenne de la Coupe Korać aller en 2000 remportée par le CSP Limoges face à Malaga 80-58. Lors des finales 1987, 1988, 1989, 1990, 1991, 1992, 1993, 1994, 1998, 2000, 2014 et 2015 du championnat de France, un match au moins a eu lieu à Beaublanc.
Jusqu'en 2007 et l'ouverture du Zénith de Limoges, il accueillait également la majorité des grands concerts.
En 2020, le Palais des Sports fait l'objet d'un projet de réaménagement, porté par la majorité municipale et critiqué par l'opposition et une partie des supporters du Limoges CSP. Début 2024, ce projet est dévoilé ; estimé à 49 millions €, pour une finalisation espérée en 2028, il comprend la création de deux nouvelles salles, dont une salle multi-sports de 3 250 places, susceptible d'accueillir les rencontres du Limoges Handball et du Limoges ABC (basket féminin),. Le parvis Albert Chaminade, (1912-2009), entre la piscine et le Palais des sports, sera réaménagé et ré-arboré.

## Événements
- Basket-ball
  - Championnat d'Europe masculin de basket-ball 1983
  - All-Star Game LNB 1987
  - Finale aller de la Coupe Korać, 22 mars 2000[4]
  - Matchs de repêchage de l'équipe de France masculine pour prendre part à l'Eurobasket 2009
  - Matchs de préparation de l'équipe de France féminine, août 2014
- Handball
  - Éliminatoires du Championnat d'Europe féminin de handball 2014
  - Match amical équipe de France féminine de handball: 7 avril 2023: vs Brésil (22-18)
- Futsal
  - 2 matche amicaux en 2016 équipe de France vs équipe d'Espagne
  - match amical en 2025 Équipe de France vs Équipe d'Ukraine
- Tennis
  - Quart de finale de la Fed Cup, avril 2007
  - Quart de finale de la Coupe Davis, avril 1996
  - Play-offs de la Fed Cup, avril 2009 et février 2013

## Accès
Ce lieu est desservi par les lignes de trolleybus et de bus de la TCL : 14 25 (stations Beaublanc), ainsi que le Basket Bus les soirs de match.

## Galerie

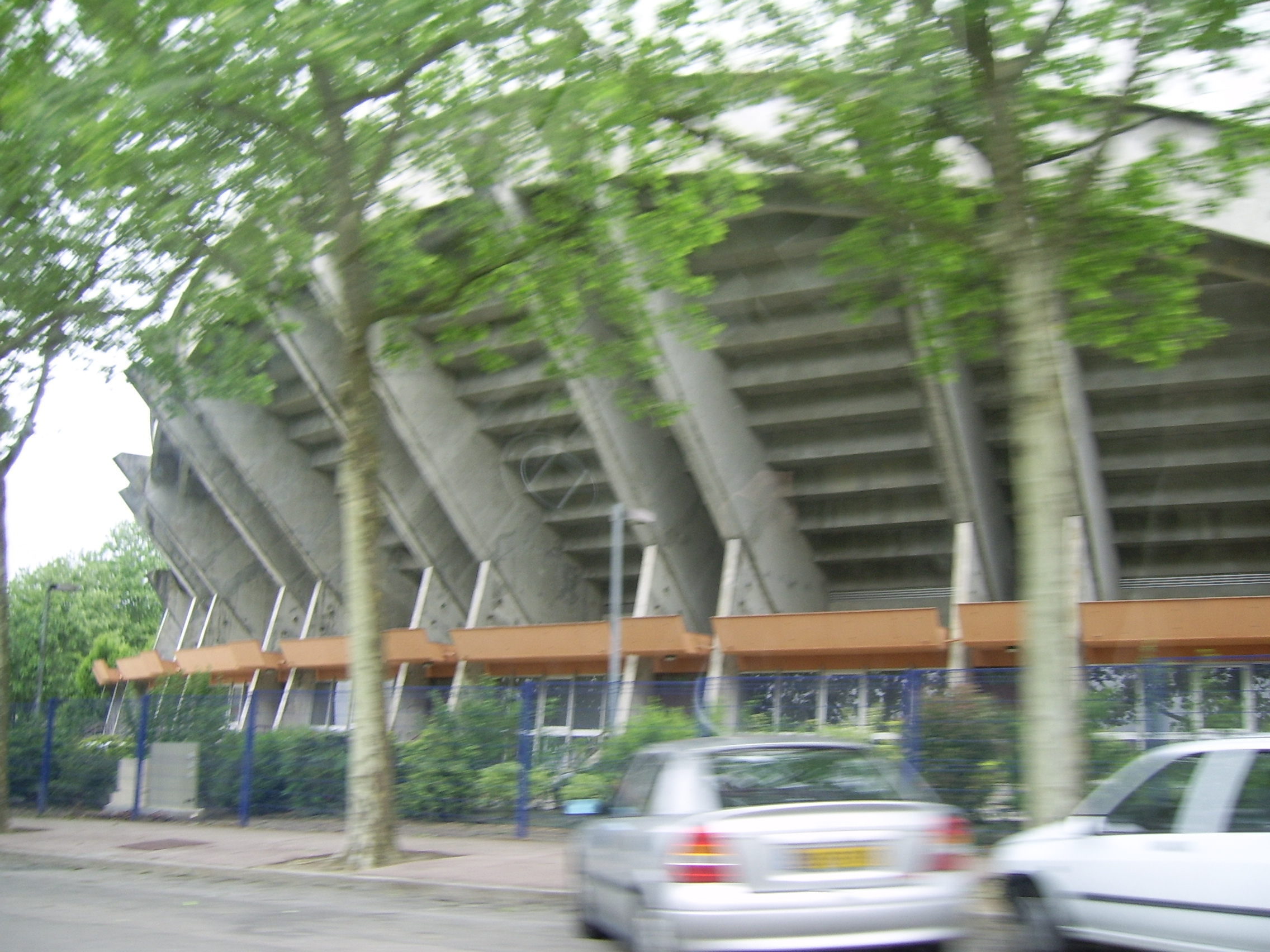
Vue extérieure des tribunes.
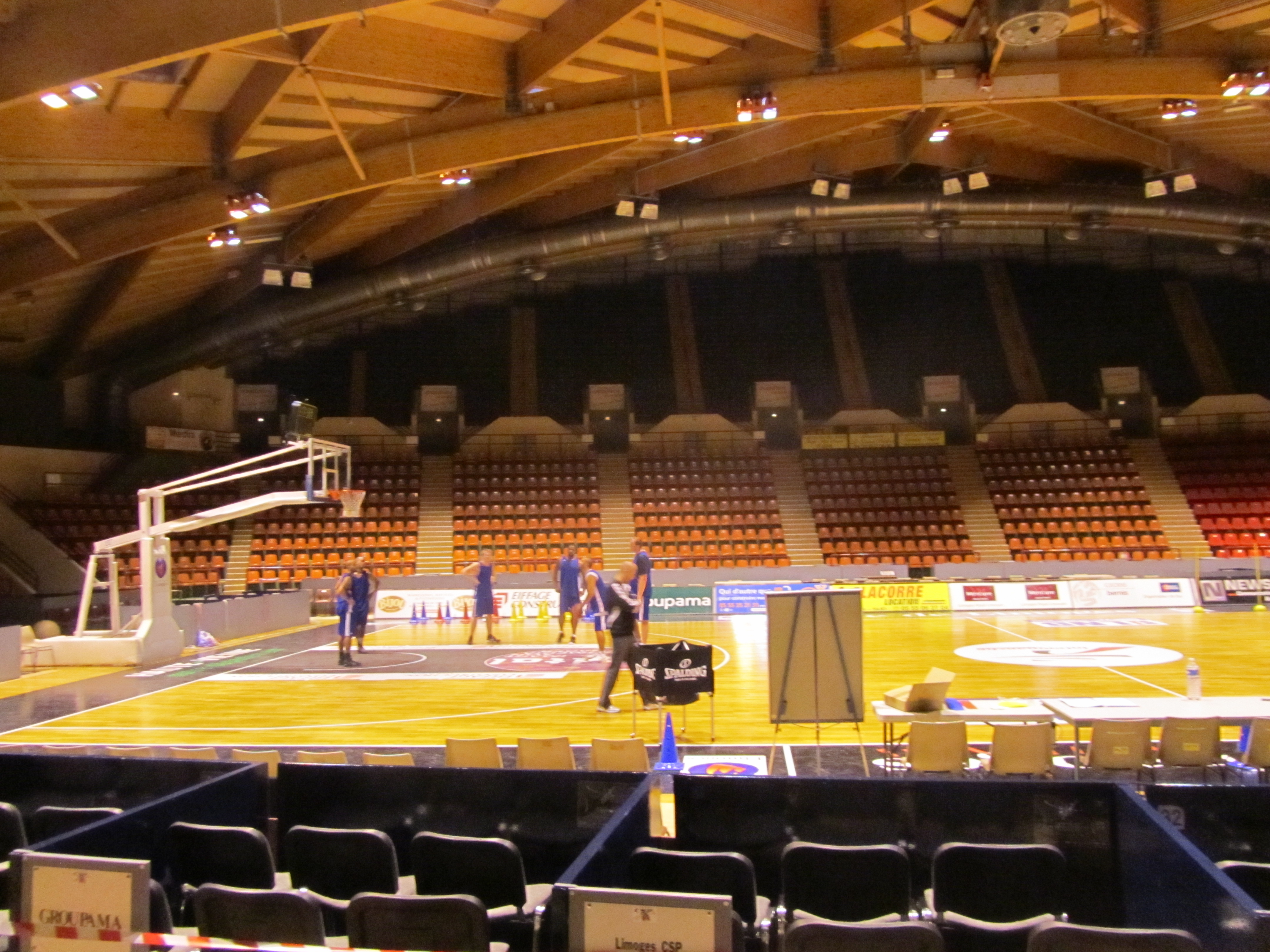
La salle avec sa charpente en chêne.
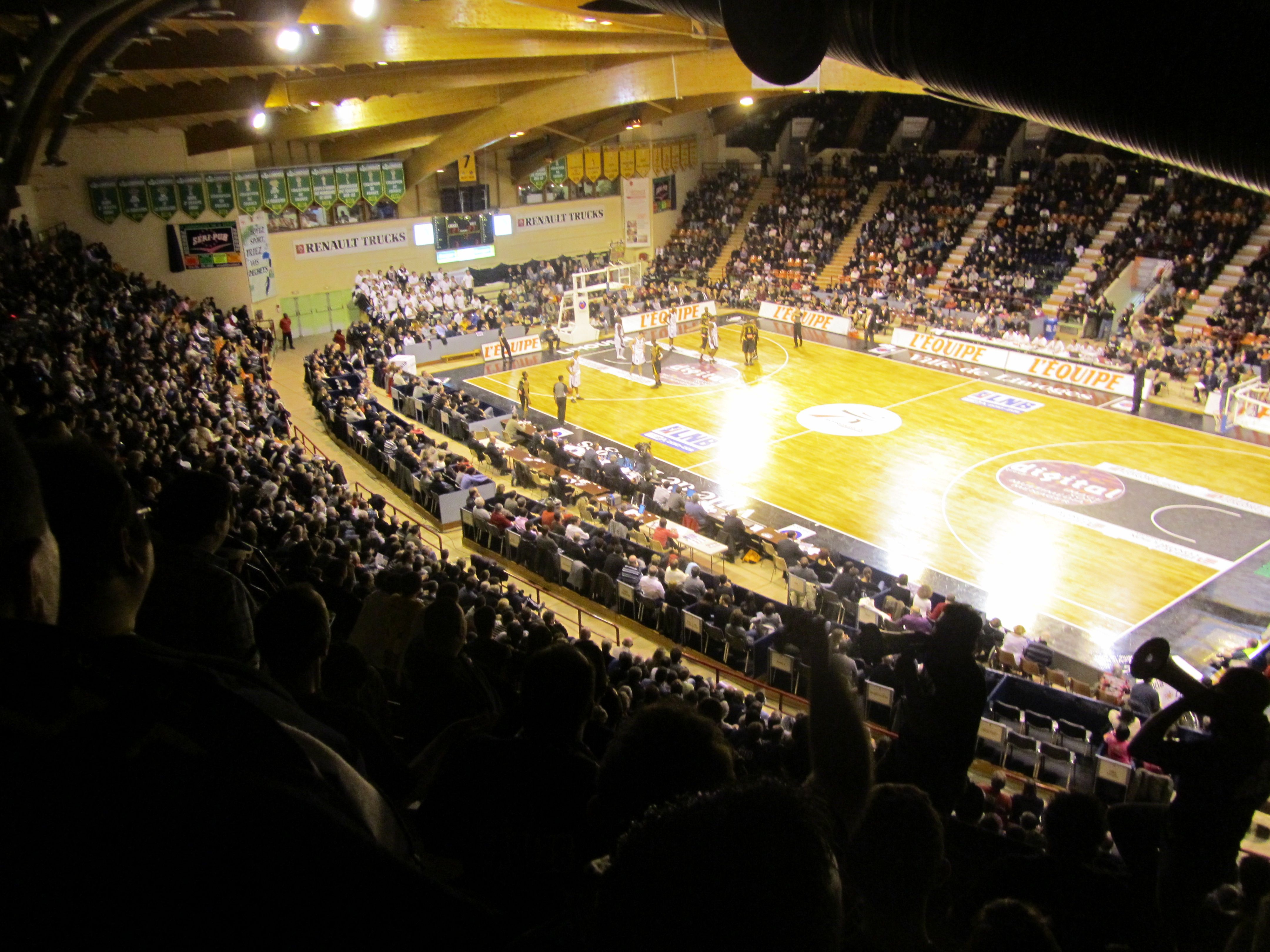
Une soirée de match.